# Cullumia squarrosa
Cullumia squarrosa là một loài thực vật có hoa trong họ Cúc. Loài này được (L.) R.Br. ex R.Br. mô tả khoa học đầu tiên năm 1813.